# FDK
FDK株式会社（エフディーケイ、英文社名:FDK Corporation）は、華新科技（PSAグループ）及び古河グループの電子部品や電池などを製造するメーカー。

## 概要
華新科技（PSAグループ）のSILITECH TECHNOLOGY CORPORATIONが筆頭株主となる2025年3月まで、富士通の連結子会社であった。FDKは旧社名である富士電気化学（Fuji Denki Kagaku）に由来する。かつてはFUJI NOVELブランドで製品を展開していたが、現在はFDK、富士通（FUJITSU）ブランドで製造・販売を行っている。
パナソニックによる三洋電機子会社化の影響により三洋エナジートワイセル（三洋電機の自動車用途以外のニッケル水素電池事業を継承、ニッケル水素電池以外の事業を分割）と三洋エナジー鳥取（三洋電機の円筒形リチウム一次電池とコイン型二次電池を継承）の株式を譲り受けた。譲受日に社名をそれぞれFDKトワイセル株式会社、FDK鳥取株式会社に変更した（FDKトワイセル株式会社は2014年12月に、FDK鳥取は2016年10月に、それぞれFDKが吸収合併）。
なお、鷲津工場の一部設備と高崎工場（旧FDKトワイセル）の設備は元々は東芝電池の設備である（各記事および後述の沿革参照）。

## 主力製品・事業

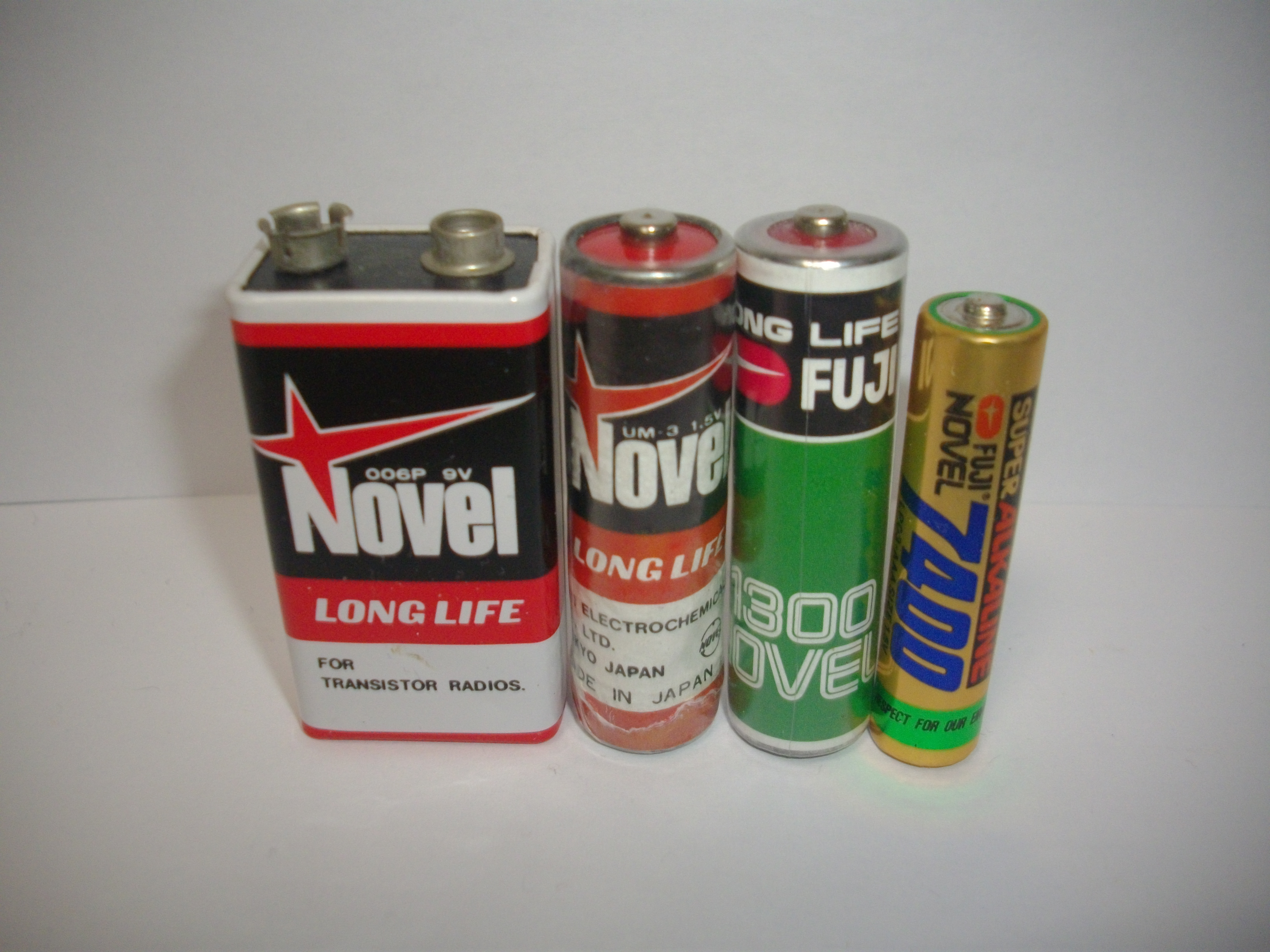
富士ノーベルブランドの乾電池

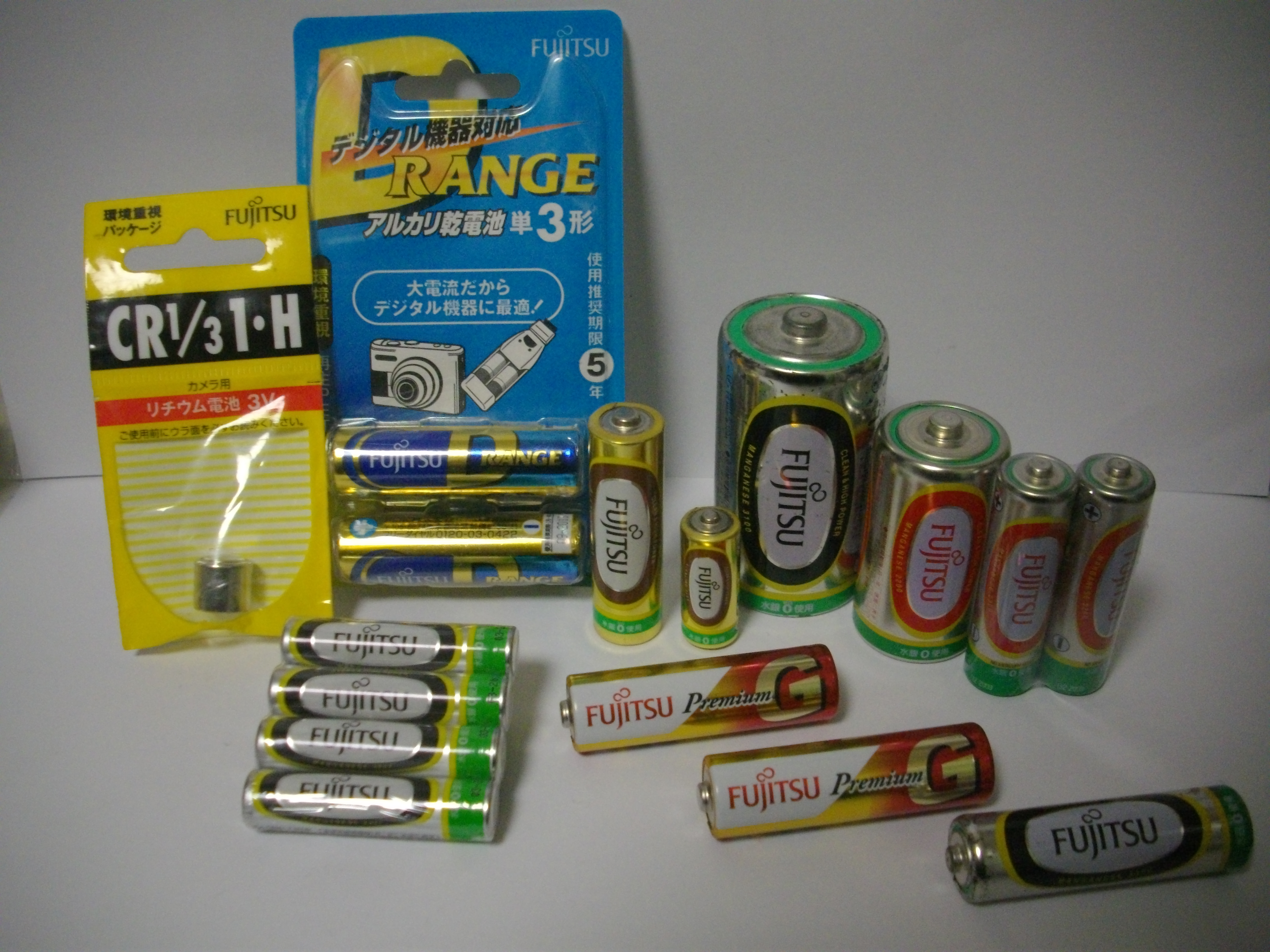
FDK製の各種電池

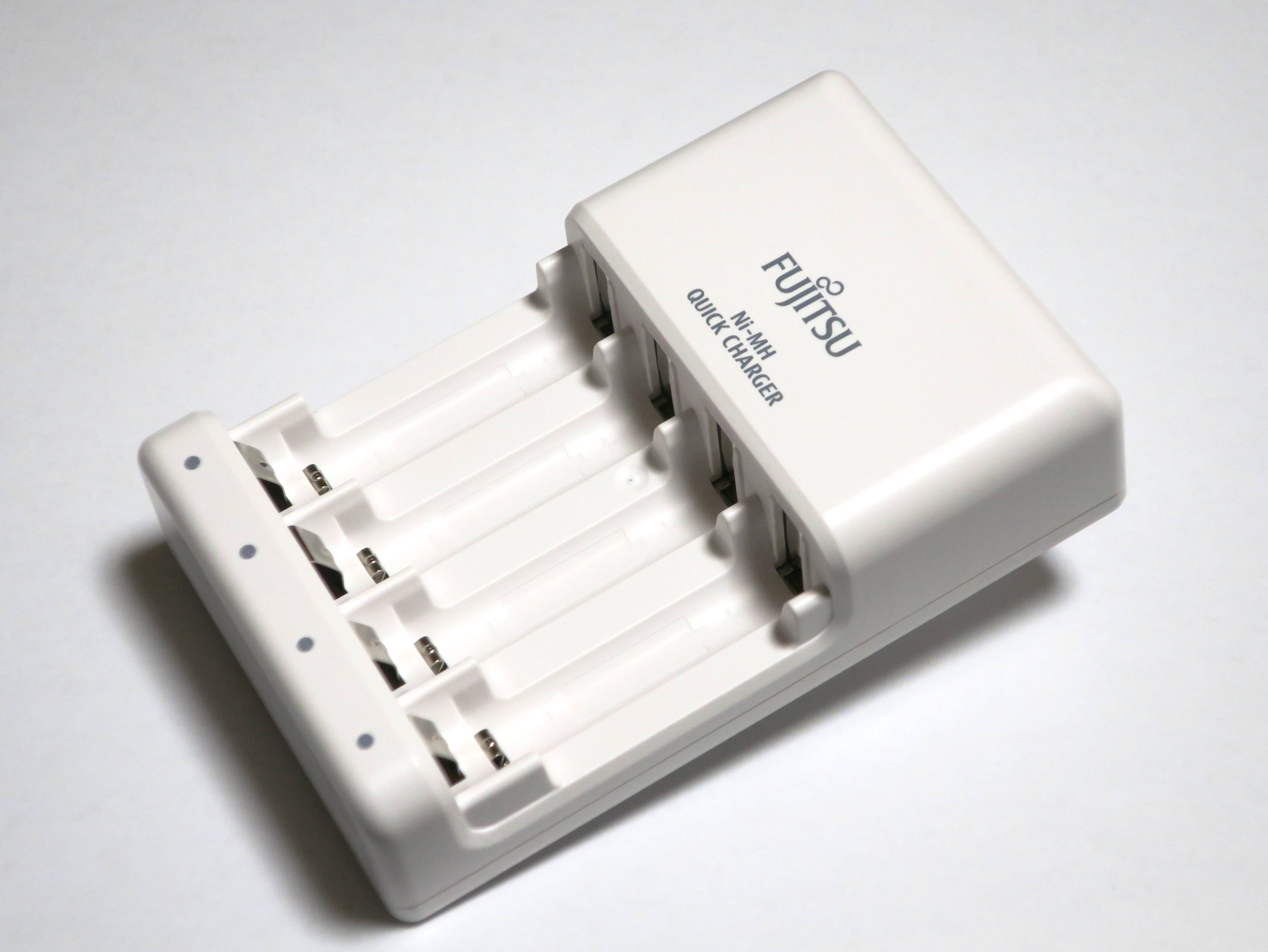
単3形・単4形ニッケル・水素充電池急速充電器

- 電池 - マンガン電池、アルカリ電池、リチウム電池、リチウム2次電池、ニッケル水素電池など各種電池。近年まで真空管ラジオ用のB電池積層電池を製造していた。現在もラジオ、フラッシュ用積層電池で代名詞であるBL015(15F20 22.5V)電池と互換性のあるNC706というリチウム電池を製造している。他社にもOEM供給を行っている。例えば、アルカリ乾電池は東芝ライフスタイル・三菱電機・マクセル・兼松・リーダーメディアテクノ・DCMホールディングス・ヤマダホールディングス・セブン&アイホールディングス・コジマ×ビックカメラ・マツモトキヨシ・全国の生活協同組合（生協店舗）などにOEM供給している(かつてはソニーへもOEM供給していたが、ソニーブランド乾電池は2019年7月限りで販売終了)。
- 電子部品 - 高周波デバイス、パワーデバイス、光デバイス、フェライト、圧電製品、キャパシタなど
- 懐中電灯 - 乾電池式LEDライト、充電式LEDライトなど（豆球式ライトは生産終了）
- 延長コード、テーブルタップ、イヤホン、点灯管など（懐中電灯用豆球は生産終了）
- かつてはFUJI NOVELブランドでコンパクトカセットを製造していた。

## 主要事業所
- 本社 - 東京都港区
- 湖西工場 - 静岡県湖西市
- 高崎工場 - 群馬県高崎市
- 鳥取工場 - 鳥取県岩美郡岩美町
- 鷲津工場 - 静岡県湖西市
- 営業所 - 首都圏（東京都港区）、札幌、仙台、名古屋、大阪、広島、福岡、沖縄（浦添市）

## 沿革
- 1950年（昭和25年） - 東京芝浦電気（現・東芝）湘南工場と鷲津工場の乾電池製造設備及び人員を引き継ぎ東京電気化学工業株式会社が設立され、乾電池を生産[4]。
- 1953年（昭和28年） - 富士電機製造（現・富士電機）と資本提携。
- 1957年（昭和32年） - 乾電池を輸出。
- 1958年（昭和33年） - 富士電気化学株式会社に社名を変更。
- 1964年（昭和39年） - 富士通信機製造（現・富士通）が10.2%の資本参加。
- 1965年（昭和40年） - 富士通信機製造の出資比率が43.3%となる。
- 1966年（昭和41年） - いわき電子株式会社を設立。
- 1967年（昭和42年）- アルカリ乾電池の生産開始。
- 1969年（昭和44年） - 東京証券取引所第2部に上場。
- 1972年（昭和47年） - 富士通の出資比率が50.5%となり、富士通の子会社化。
- 1976年（昭和51年） - 株式会社富士電化環境センターを設立。
- 1978年（昭和53年） - 酸化銀電池を発売。
- 1984年（昭和59年） - 国内での乾電池のブランドを「富士通乾電池」に変更（それまでは「FUJI NOVEL/ノーベル乾電池」）。東証1部に上場。
- 1989年（平成元年） - 株式会社FDKメカトロニクスを設立。
- 1991年（平成3年） - 無水銀マンガン乾電池を発売。
- 1992年（平成4年） - 無水銀アルカリ乾電池を発売。
- 2001年（平成13年） - FDK株式会社に社名を変更。
- 2002年（平成14年） - FDKが電池製造部門を分社化し、鷲津工場にFDKエナジー株式会社を設立。いわき電子を吸収合併。
- 2008年（平成20年） - 東芝電池株式会社から乾電池の生産設備を譲受、FDKエナジーの設備とする。モジュールシステム事業製造部門を分社化し、FDKモジュールシステムテクノロジー株式会社を設立。
- 2009年（平成21年） - FDKモジュールシステムテクノロジー株式会社いわき工場閉鎖。
- 2009年（平成21年） - FDKメカトロニクスを含むステッピングモータ事業をミネベア株式会社（現・ミネベアミツミ株式会社）へ譲渡[5]。富士電化環境センターを富士通クオリティ・ラボ株式会社へ譲渡[6]。債務超過[7]により、東証2部へ指定替え[8]。
- 2010年（平成22年） - 三洋電機より三洋エナジートワイセル株式会社および三洋エナジー鳥取株式会社の株式を譲渡され[9]、それぞれ社名をFDKトワイセル株式会社とFDK鳥取株式会社に改名。
- 2011年（平成23年） - リチウムイオンキャパシタ部門を会社分割し、旭化成と合弁で旭化成FDKエナジーデバイス株式会社を湖西工場に設立[10]。
- 2014年（平成26年） - FDKトワイセル株式会社を吸収合併[11]。
- 2015年（平成27年）
  - 3月16日 - 東京都港区港南に本社移転[12]。
  - 7月1日 - リチウムイオンキャパシタ事業の合弁を解消。旭化成FDKエナジーデバイス株式会社を完全子会社化し[13]、FDKリチウムイオンキャパシタ株式会社に商号変更[14]。
  - 10月1日 - FDKリチウムイオンキャパシタ株式会社を吸収合併[15]。
- 2016年（平成28年）10月1日 - FDK鳥取株式会社を吸収合併[16]。
- 2017年（平成29年） - FDKエナジー株式会社を吸収合併。
- 2019年（令和元年）- ソニーエナジーデバイスへの乾電池OEM供給を7月限りで終了（「SONY」ブランド乾電池が販売終了）。
- 2020年（令和2年） - 従来の電池に使用している電解液を固体に置き換えたSMD対応小型全固体電池SoLiCellを年内に量産開始すると発表[17]。
- 2022年（令和4年） - 市販向けFUJITSUアルカリ乾電池全てにおいて、新開発の「パッシベーションブロック技術」を採用し、連続放電性能を高めた新製品(Premium S単3形で約40％向上)を、2023年3月末より順次出荷を開始すると発表。[18]。
- 2025年（令和7年） - 3月21日付で台湾の電子部品メーカーである華新科技（PSAグループ）の子会社・SILITECH TECHNOLOGYが富士通より保有株式の大半を取得し、筆頭株主となる。同時に富士通の連結子会社および持分法適用会社の適用対象から外れる[19][20]。

## 主要関係会社

### 国内グループ企業
- 株式会社FDKエンジニアリング
- FDKパートナーズ株式会社

### 海外グループ企業
中国、台湾に製造子会社、アメリカ、ドイツ、シンガポール、香港、タイに販売子会社がある。

## 提供番組
過去提供を含む。
- 爆走兄弟レッツ&ゴー!!（テレビ東京系列）
- ニッポン放送ショウアップナイター（ニッポン放送）

## 関連項目

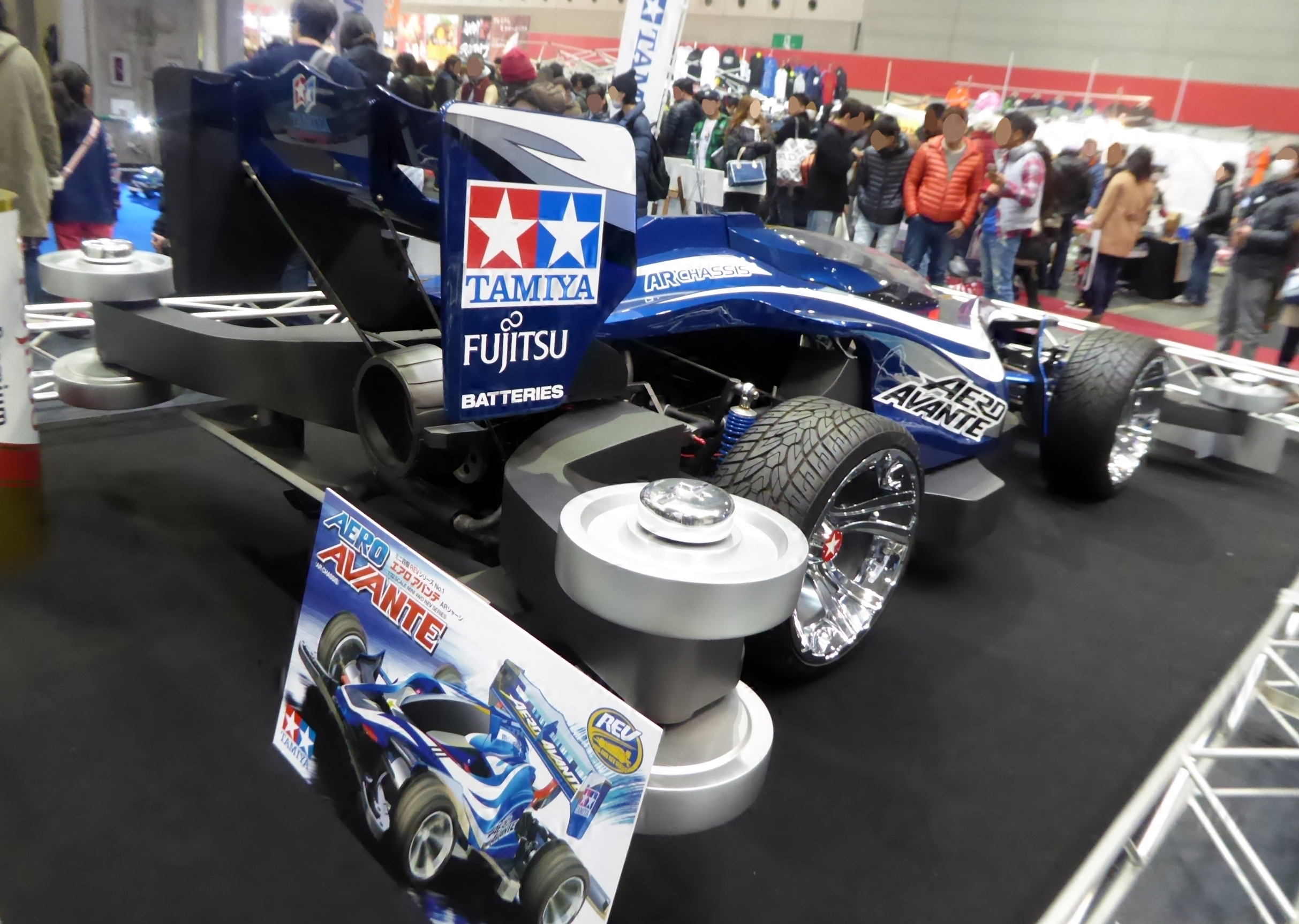
ミニ四駆｢エアロアバンテ｣をモデルに制作された実車。
リアウィング側面に富士通乾電池のロゴが入り、見切れてしまっているが写真左端には乾電池をかたどった展示物も見られる。FDKとミニ四駆の関係を象徴する一つの光景と言える。